# Tippen (TV-program)
Tippen sändes som sommarlovsprogram i SVT 14 juni–12 augusti 1993 och 13 juni–11 augusti 1994.
Programmen kretsade mycket kring återvinning och miljöfrågor. Programmets tagline var Ingenting försvinner, allt finns kvar. Det är en vardaglig tolkning av fysikens konserveringslagar som anspelar på att sopor och gifter inte går att göra sig av med, utan behöver istället återvinnas. I programmet visades även TV-serier och programserier, exempelvis Clarissas värld, Agaton Sax, Gustaf och hans vänner, Sommarhajk och Kollosommar.
I Tippen medverkade framförallt "Lasse å Morgan" (Lasse Beischer och Morgan Alling) som sopgubbar samt Kenneth Rydholm och Eva Ekengren. Flera av rollfigurerna gjorde ett gästspel i 2003 års sommarlovsprogram Badeboda Bo.
År 2001 repriserades ett kort inslag ur Tippens andra säsong, Historiska Tippen, i Vintergatan 5b, där Tippen-figurerna gestaltade karikatyrer av historiska personer.